# Iglesia Anglicana de San Jorge (Madrid)
La Iglesia Anglicana de San Jorge (en inglés: St George's Anglican Church), también conocida como Iglesia Anglicana-Episcopaliana de San Jorge o, simplemente Capilla Británica, es un templo anglicano perteneciente a la diócesis de Gibraltar en Europa de la Iglesia de Inglaterra, situado en el número 43 de la Calle de Núñez de Balboa del barrio de Recoletos, en el distrito de Salamanca, Madrid, España.

## Historia y características

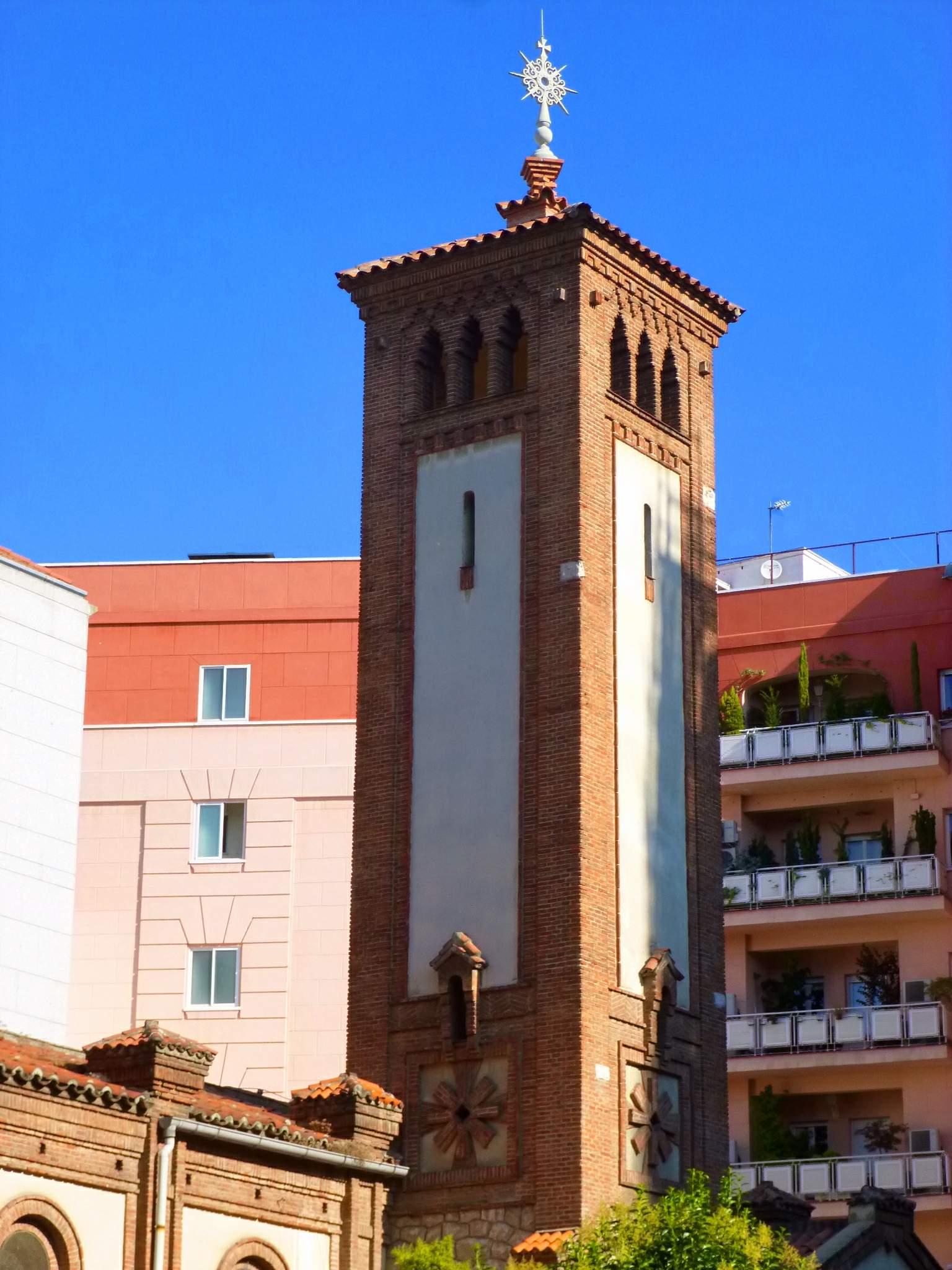
La torre del estilo mudéjar-románico

El inicio de un templo anglicano se remonta a 1864, cuando el reverendo William Campbell fue nombrado para la embajada británica aquí, realizó servicios en una pequeña habitación en una casa privada, como una pequeña capellanía asignada a la embajada.
Unos años más tarde, la Sociedad Bíblica Británica y Extranjera proporcionó un local más amplio. En 1900, la cochera de la antigua embajada británica se convirtió en una iglesia. Más tarde, y en gran parte debido a la generosa donación de Edgar Allen y otras contribuciones de la comunidad de habla inglesa, se construyó el templo actual en 1923, diseñado por el arquitecto español Teodoro de Anasagasti, quien mezcló los estilos de la arquitectura tradicional española (mudéjar y románico español) con las formas específicamente anglicanas. Los vitrales en el presbiterio representan a San Jorge, patrón de Inglaterra, a Santiago el Mayor, patrón de España, entre otros.
La iglesia se inauguró oficialmente en marzo de 1925. Desde entonces, ha crecido hasta convertirse en una comunidad internacional de habla inglesa con una congregación de unas 26 nacionalidades.

## Galería

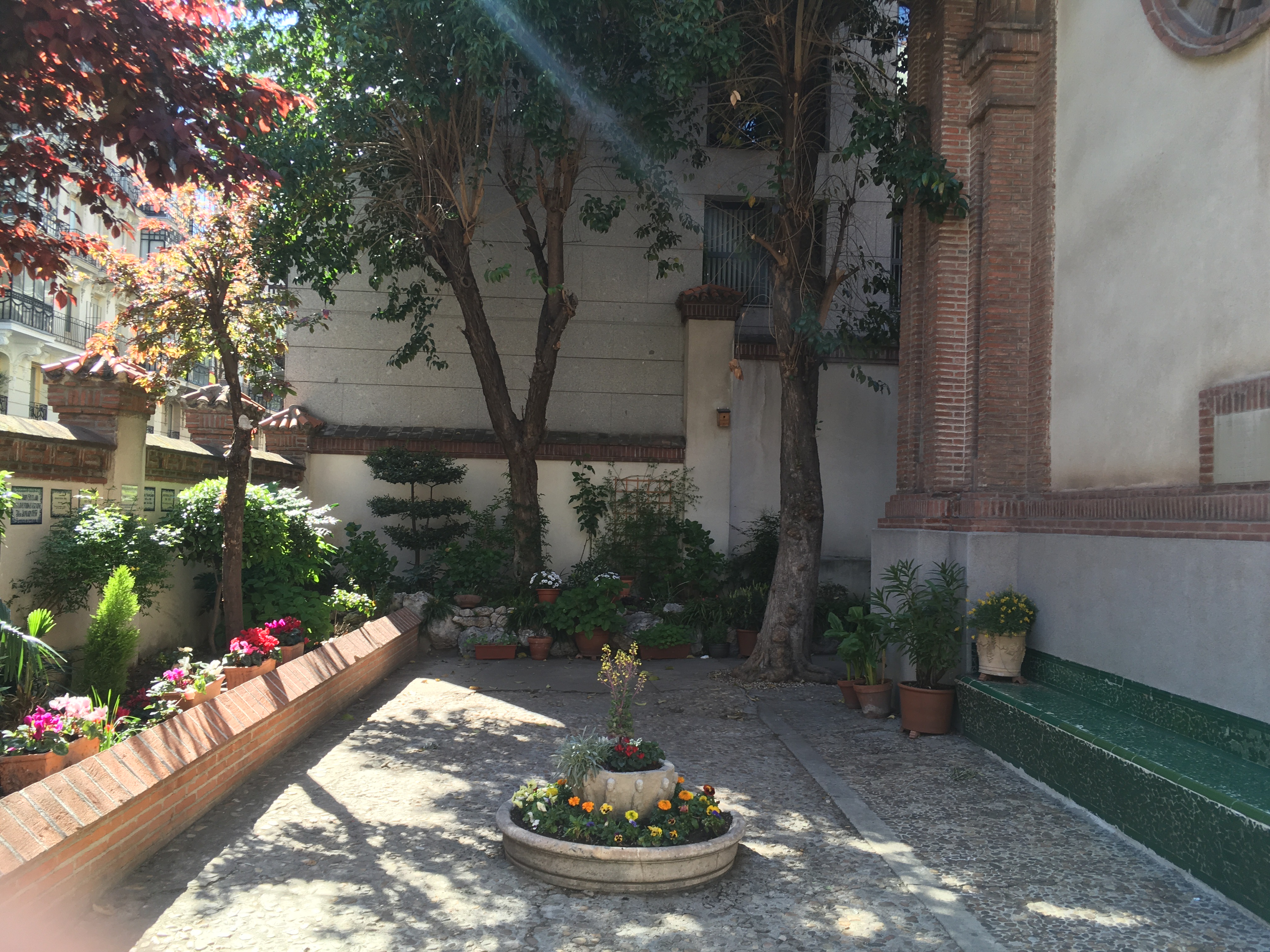
El patio
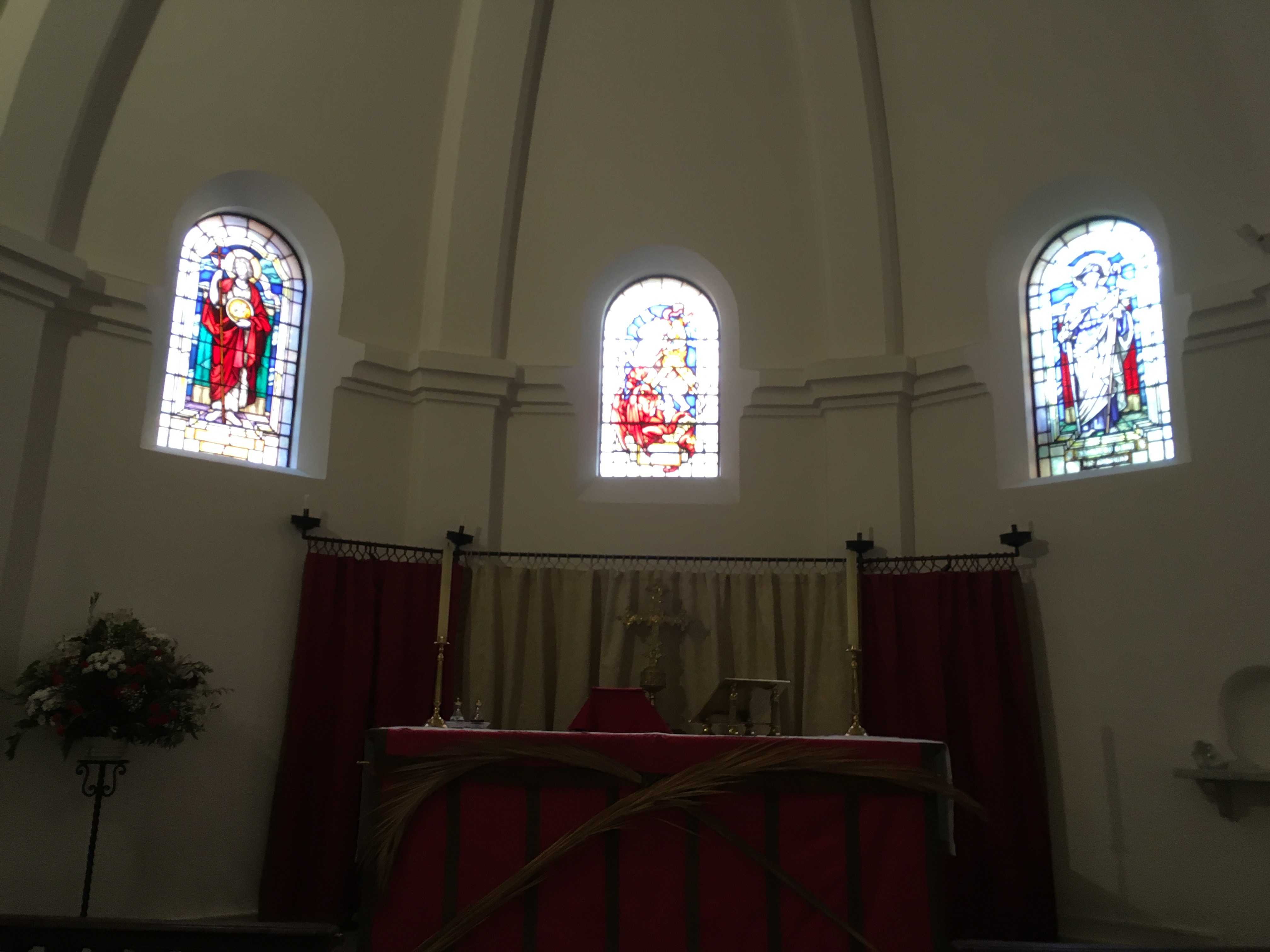
El presbiterio
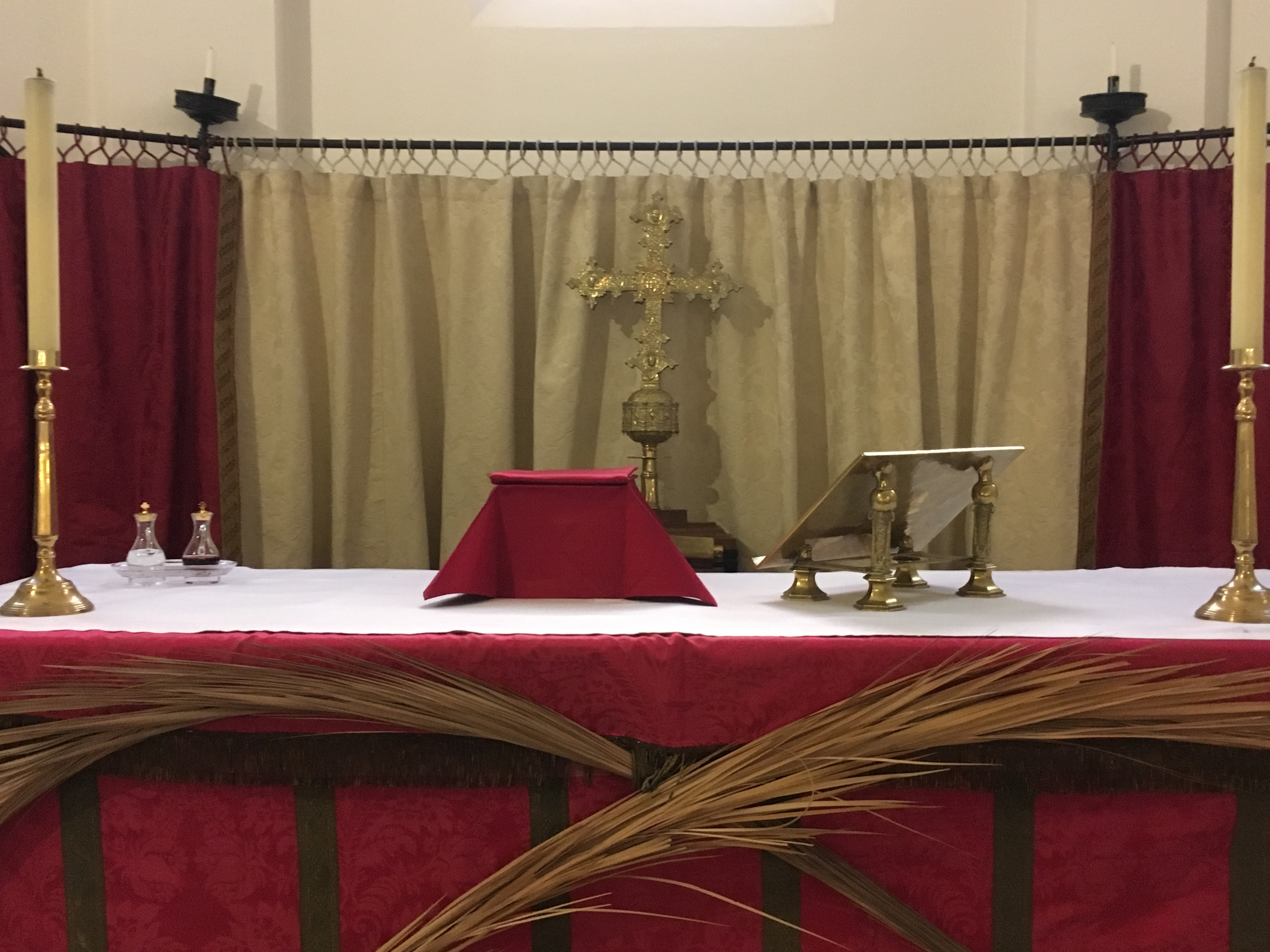
El altar
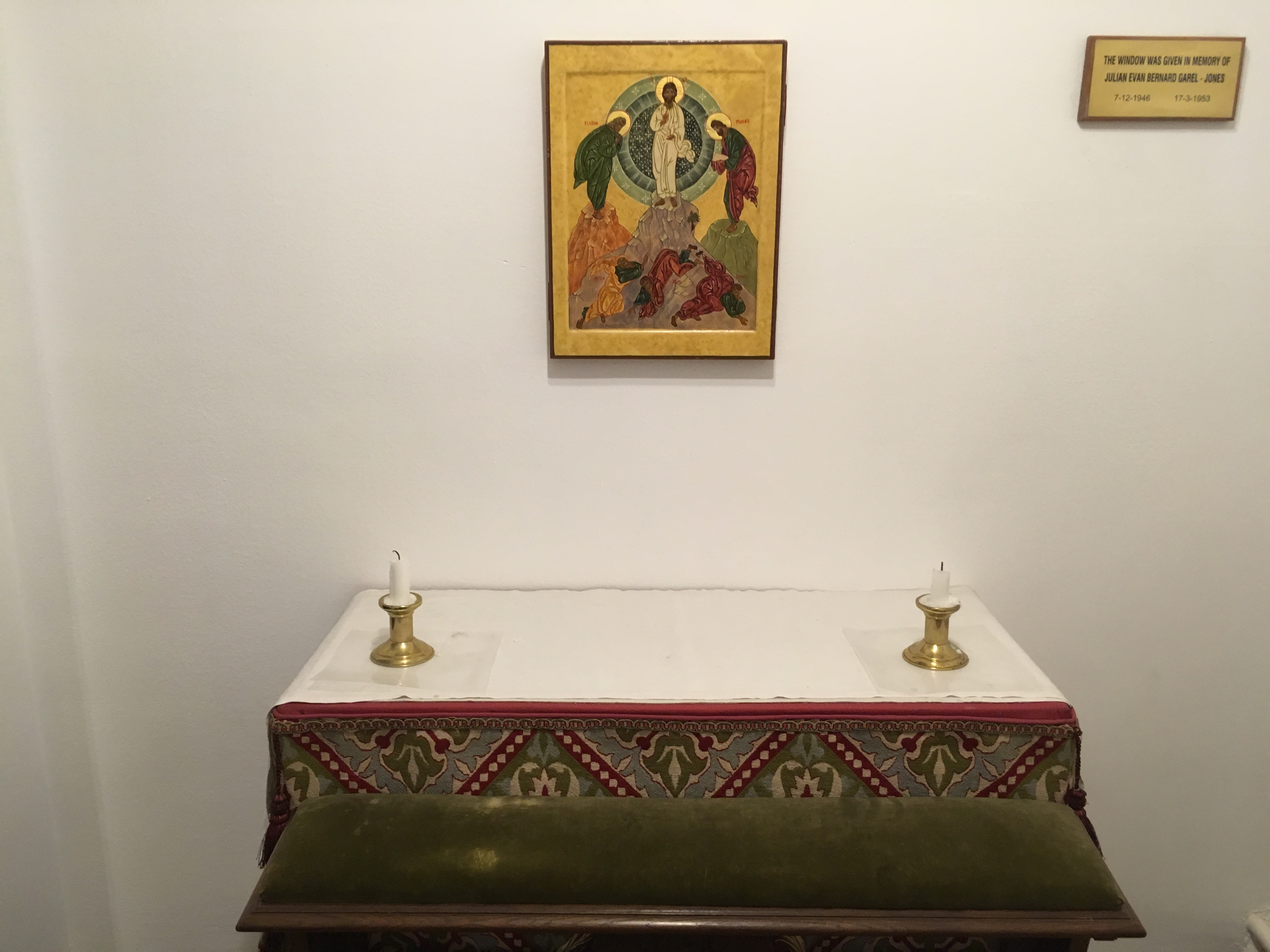
Icono de la transfiguración
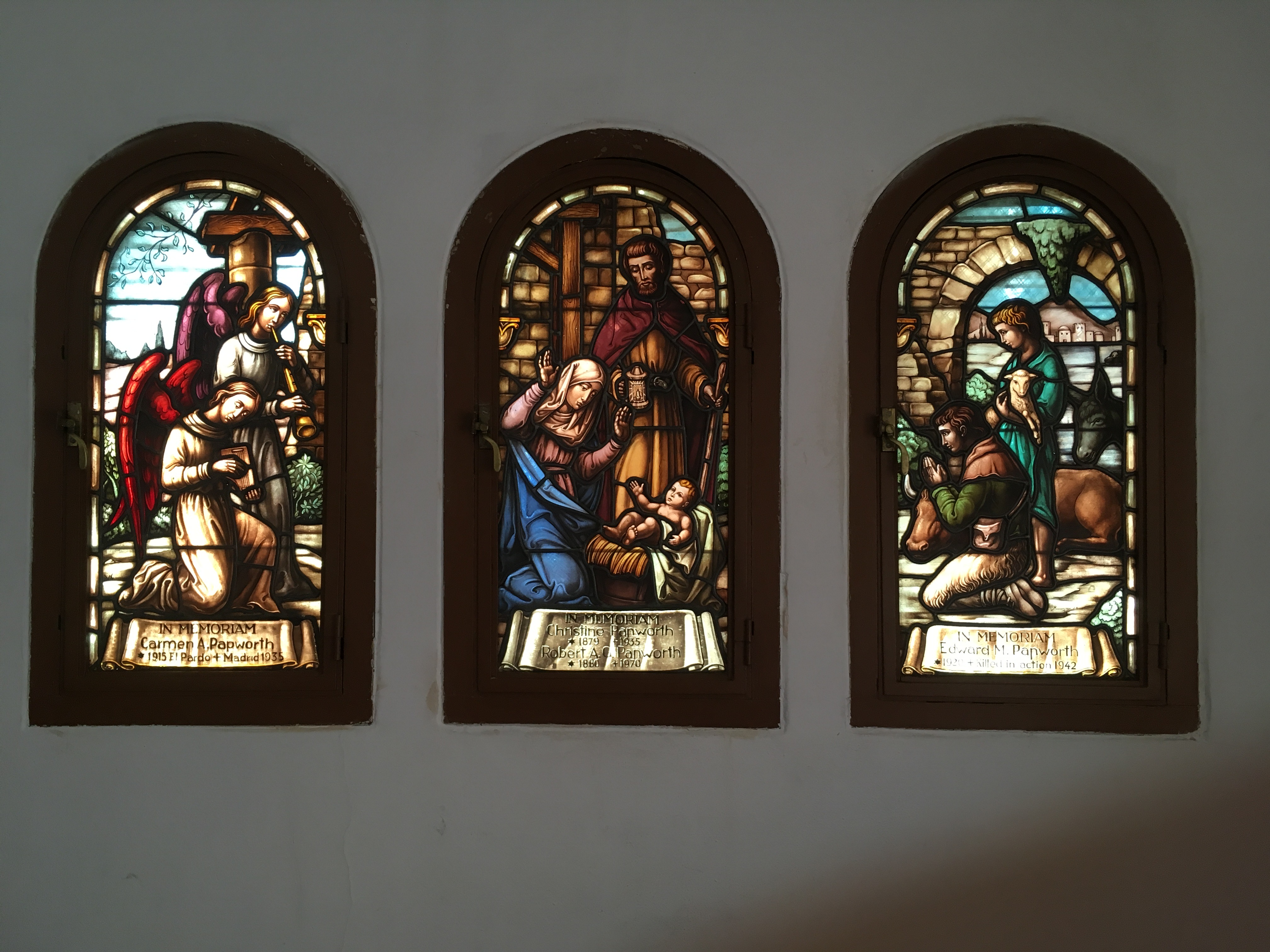
Vidrieras representan la Natividad
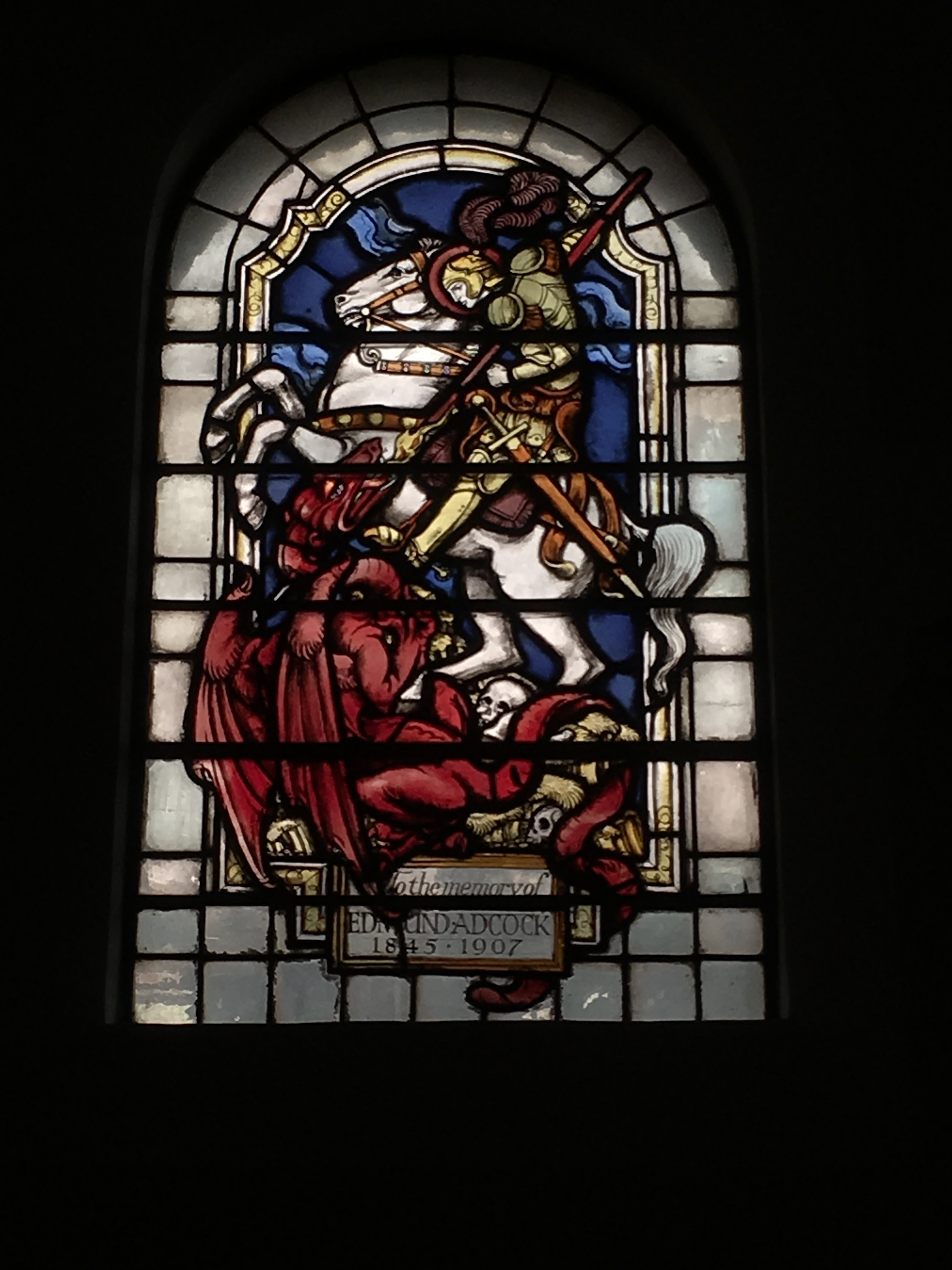
Vidriera representa a San Jorge
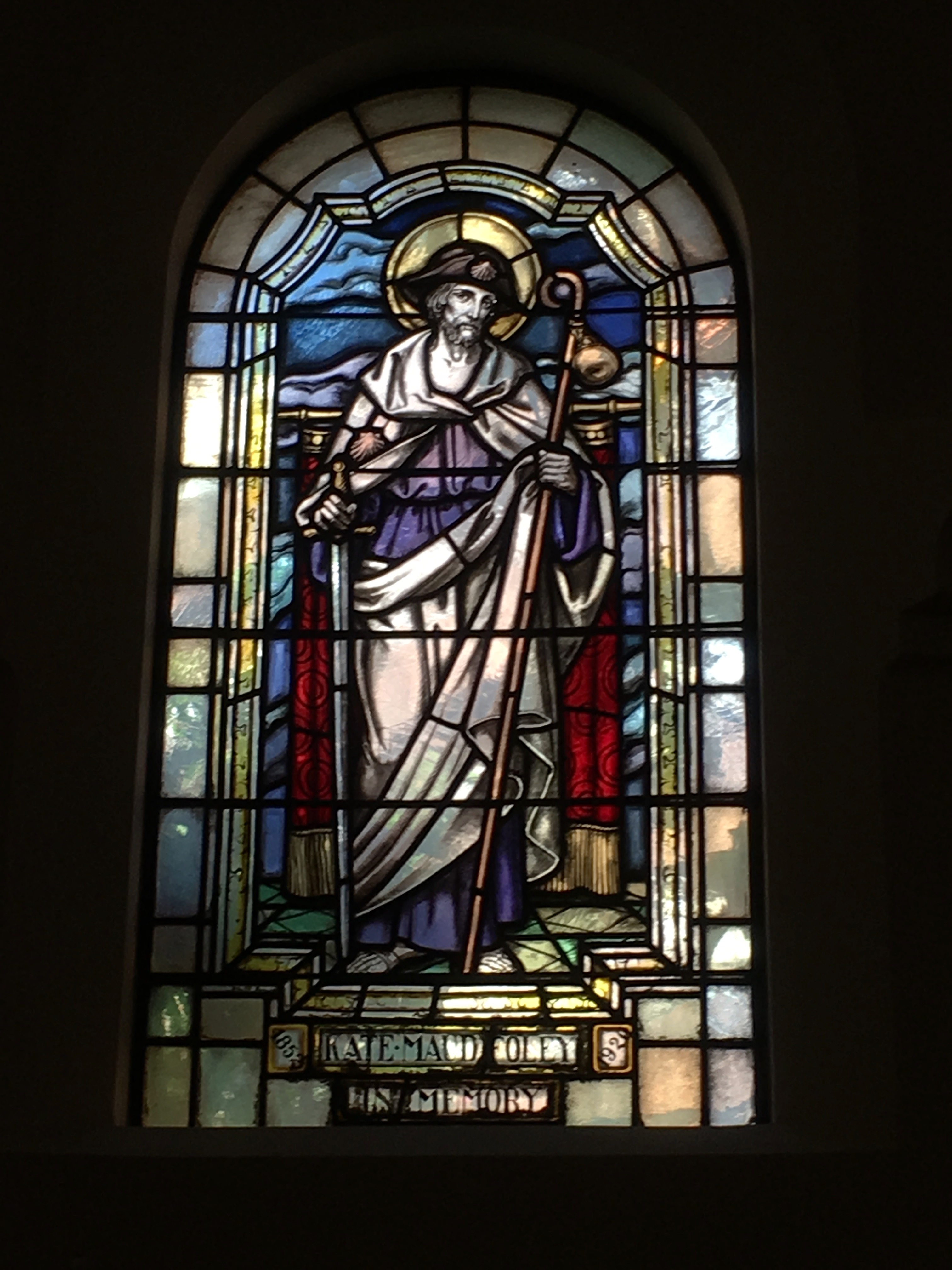
Vidriera representa a Santiago el Mayor
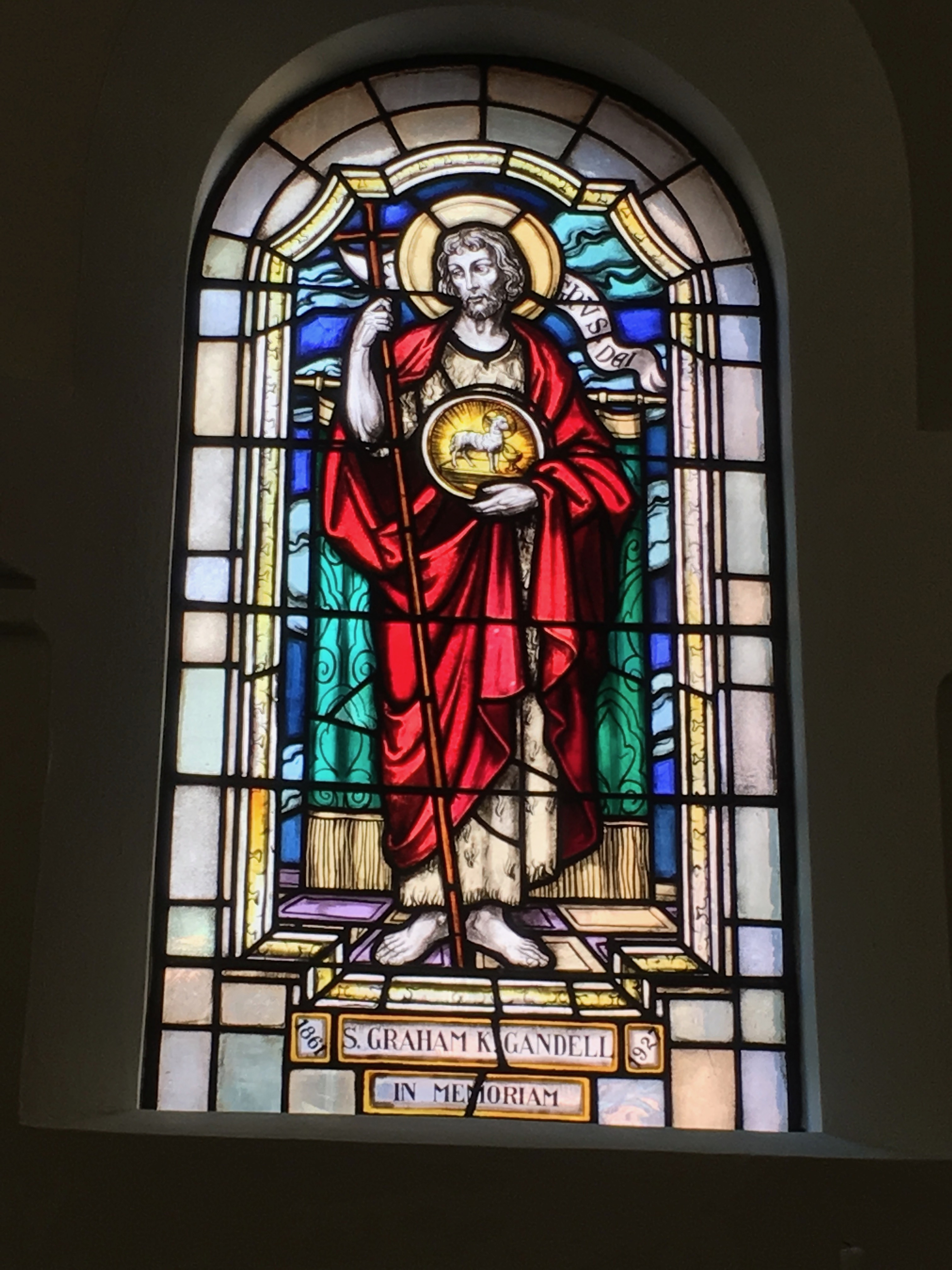
Vidriera representa a San Juan el Bautista
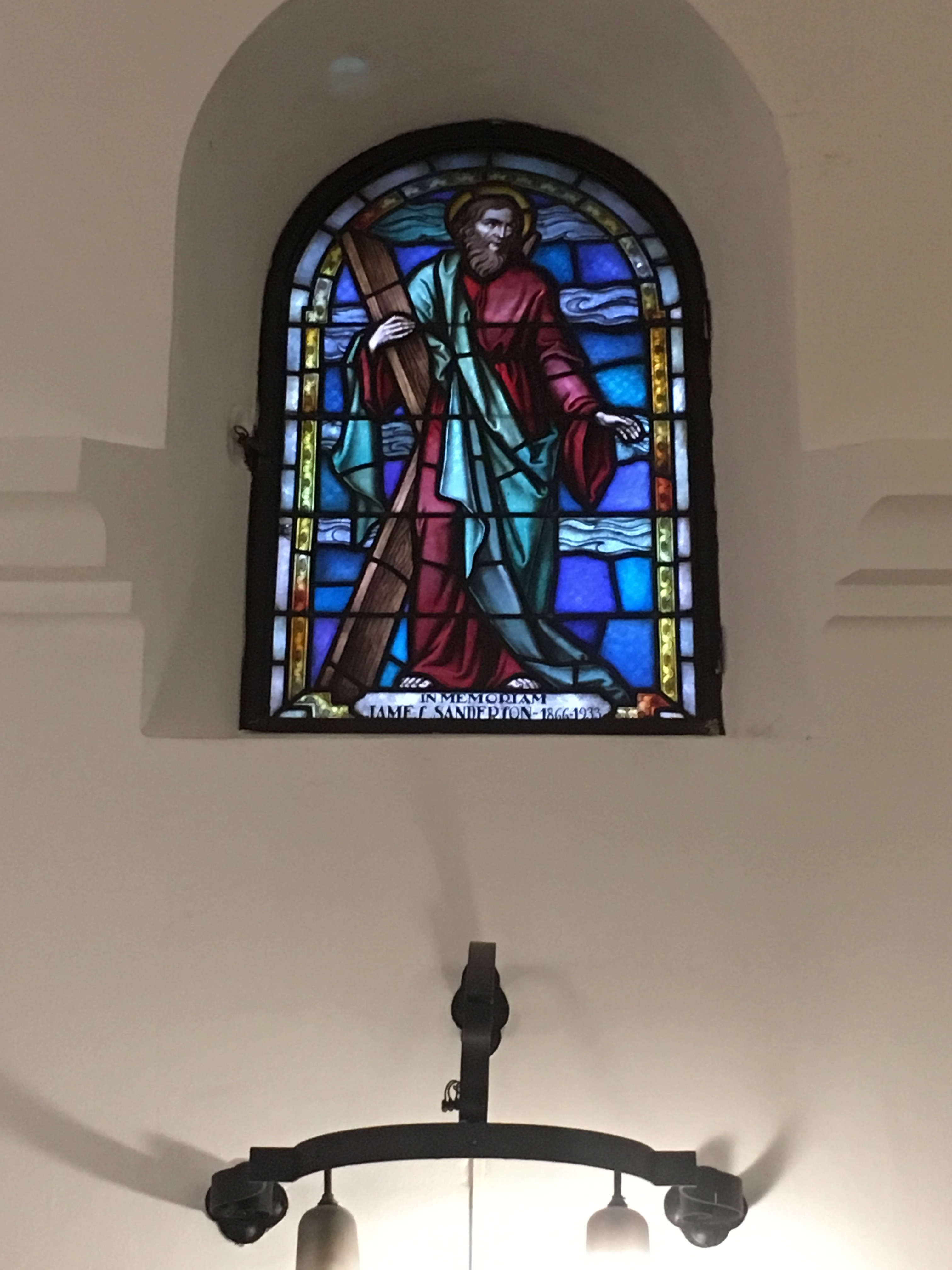
Vidriera representa a San Andrés el Apóstol
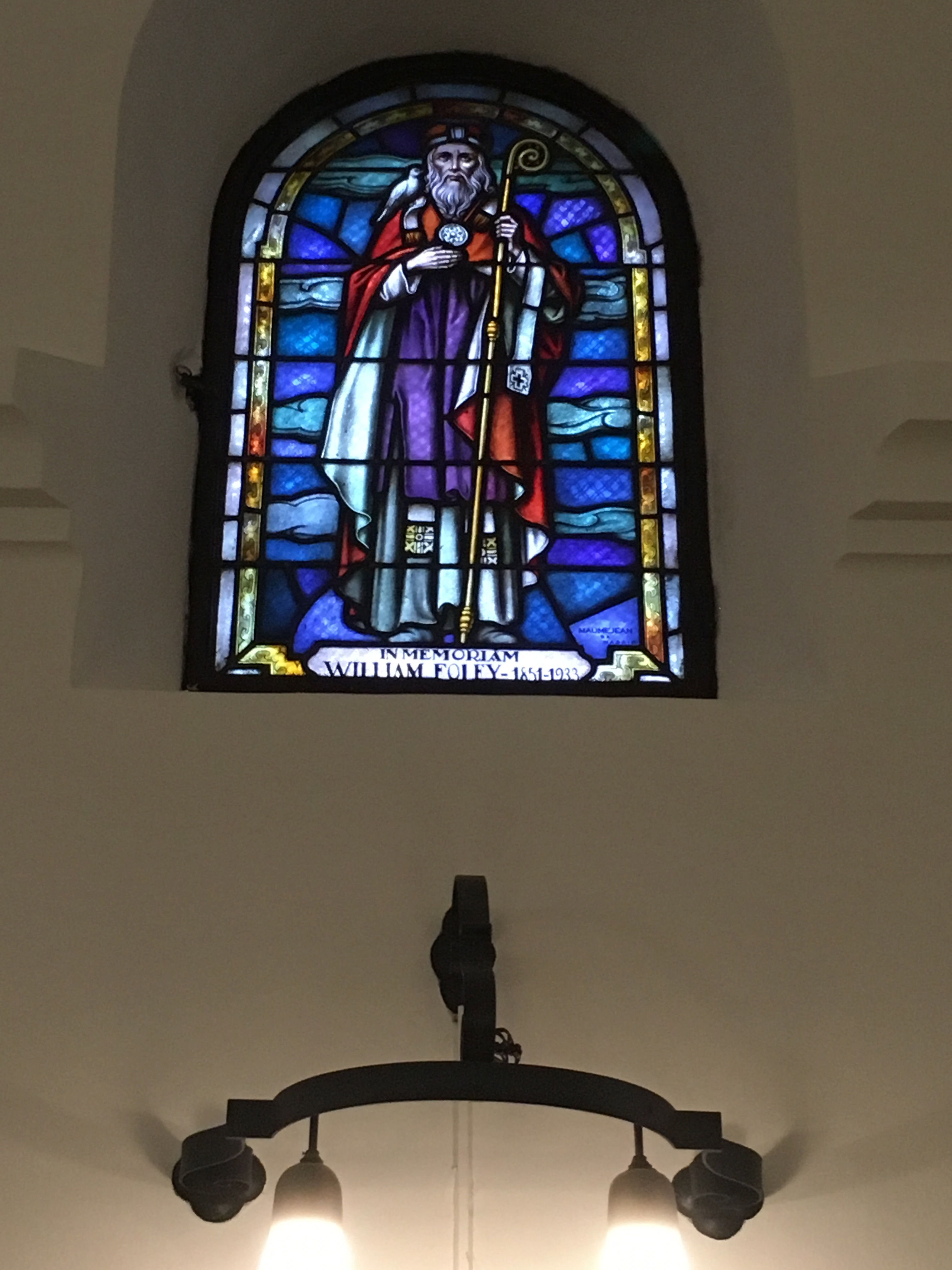
Vidriera representa a San David de Gales